# David Harewood
David Harewood (ur. 8 grudnia 1965 w Birmingham) – brytyjski aktor telewizyjny i filmowy. Wystąpił w roli Davida Estesa, dyrektora CIA ds. walki z terroryzmem, w Homeland (2011–2012) oraz jako J'onn J'onzz / Martian Manhunter i Hank Henshaw / Cyborg Superman w Supergirl (od 2015). W 2019 był nominowany do Nagrody Saturna w kategorii najlepszy drugoplanowy aktor telewizyjny.

## Życiorys
Urodził się w Small Heath dzielnicy w Birmingham, w Anglii, jako syn pary z Barbadosu, która przeprowadziła się do Anglii na przełomie lat 50. i 60. XX wieku. Ma przodków, którzy byli niewolnikami na karaibskiej plantacji cukru. Jego ojciec był kierowcą ciężarówki, a jego matka była żywicielką. Wychowywał się z siostrą Sandrą oraz dwoma braćmi - Rodgerem i Paulem. Uczęszczał do St Benedict's Junior School i Washwood Heath Academy. Był bramkarzem w drużynie piłkarskiej, która wygrała Mistrzostwa Anglii do lat 16 w 1981. Był członkiem Narodowego Teatru Młodzieży. W młodości pracował w winiarni w centrum Birmingham. W wieku 18 lat wstąpił do Royal Academy of Dramatic Art. 
Zadebiutował na ekranie w roli sierżanta Streete w dreszczowcu Nieuchwytny Jastrząb (The Hawk, 1993) z Helen Mirren. Był pierwszym czarnym aktorem w Royal National Theatre, który w 1997 wcielił się w postać Otello. W 2009 zagrał też rolę Martina Luthera Kinga Jr. w sztuce Katori Hall The Mountaintop. Wcielił się w postać Nelsona Mandeli w dramacie BBC Mrs Mandela (2010). 
W 2007 podarował szpik kostny, dzięki czemu uratował życie pacjentowi.
W 2012 został uhonorowany Orderem Imperium Brytyjskiego.
26 lutego 2013 poślubił Kirsty Handy, z którą ma dwie córki: Maize i Raven.

## Filmografia

### Filmy
- 2004: Kupiec wenecki jako Książę Maroka
- 2005: Dwie prawdy jako inspektor Marshall
- 2006: Krwawy diament jako kapitan Poison
- 2016: Grimsby jako Czarny Gareth
- 2017 – Tulipanowa gorączka jako gaduła

### Seriale TV
- 1990: Na sygnale jako Paul Grant
- 1998: Ballykissangel jako Henry
- 2004: Milczący świadek jako Angus Stuart
- 2007: Nowe triki jako Martin Viner
- 2009: Robin Hood jako Brat Tuck
- 2009: Brudna robota jako Richard Millar
- 2009–2010: Doktor Who jako Joshua Naismith
- 2010: Kontra: Operacja Świt jako pułkownik Tshuma
- 2011: Przekręt jako Don Coleman
- 2011: Trupia farma jako Wilkes
- 2011–2012: Homeland jako David Estes
- 2014: Selfie jako Sam Saperstein
- 2015–2021: Supergirl jako J'onn J'onzz/Martian Manhunter / Hank Henshaw/Cyborg Superman
- 2016: Nocny recepcjonista jako Joel Steadman
- 2017, 2019: Flash jako J'onn J'onzz/Martian Manhunter
- 2019: Człowiek z Wysokiego Zamku jako Equiano Hampton
- 2020: Arrow jako J'onn J'onzz/Martian Manhunter
- 2020: DC’s Legends of Tomorrow jako J'onn J'onzz/Martian Manhunter

### Gry komputerowe
- 2011: Battlefield 3 jako kpt. Quinton Cole (głos)
- 2013: Killzone: Shadow Fall jako Sinclair, dyrektor Agencji Bezpieczeństwa Vektan (głos)
- 2016: Call of Duty: Infinite Warfare jako sierżant sztabowy Usef Omar (głos)
- 2023: Alan Wake 2 jako Warlin Door (głos)